# Muro a secco
Il muro a secco è un particolare tipo di muro costruito con blocchi di pietra opportunamente disposti e assemblati, senza uso di leganti o malte di alcun genere. Nel 2024 è stato inserito nel patrimonio dell'umanità dall'UNESCO.

## Storia

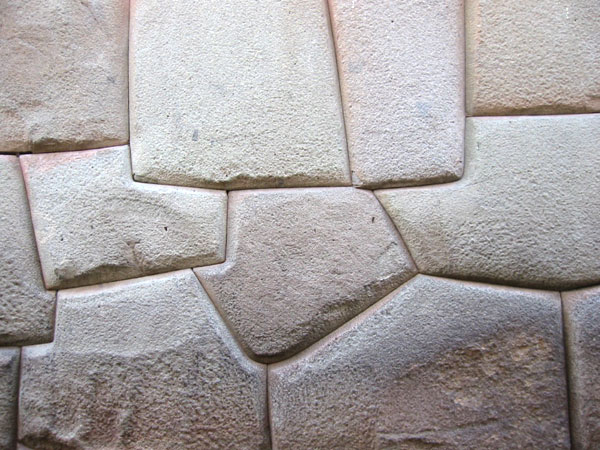
Tecnica a secco nell'architettura inca di Cuzco, in Perù

Il muro a secco è stato il primo esempio di manufatto umano ed è presente in tutte le culture del pianeta. Rappresenta infatti il primo tentativo di modificare l'ambiente per ricavarne un qualsiasi uso; sia per costruire un riparo che per delimitare un luogo. È presente sia nelle costruzioni religiose, come nel caso degli altari costruiti dai patriarchi ebrei di cui si parla nella Bibbia, che nei nuraghi della Sardegna.
Le mura delle città più antiche sono costruite con blocchi enormi incastrati a secco, come pure le piramidi a gradoni dell'America Latina. Gli antichi greci e poi i romani costruivano muri a secco, sia perché erano più economici sia perché più facili da costruire. Per questa ragione anche in Grecia e nei paesi balcanici si possono ancora trovare tali manufatti. I Celti utilizzavano, a protezione dei loro insediamenti, quella particolare costruzione di cui Cesare fu testimone durante la sua campagna gallica e a cui darà il nome di murus gallicus.

## Strutture

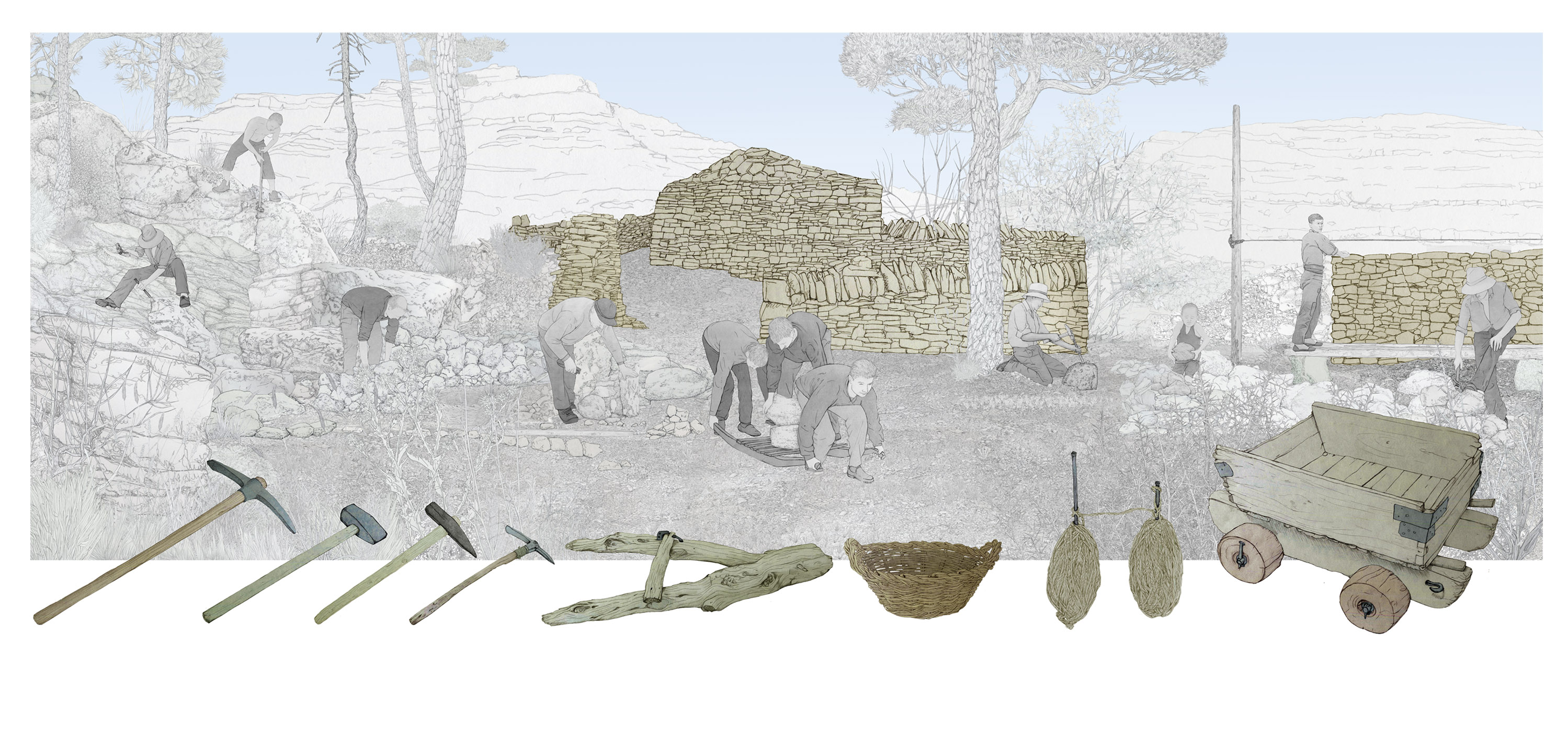
Lavori di costruzione su pietra a secco. Illustrazione del Museo di Etnologia di Valencia

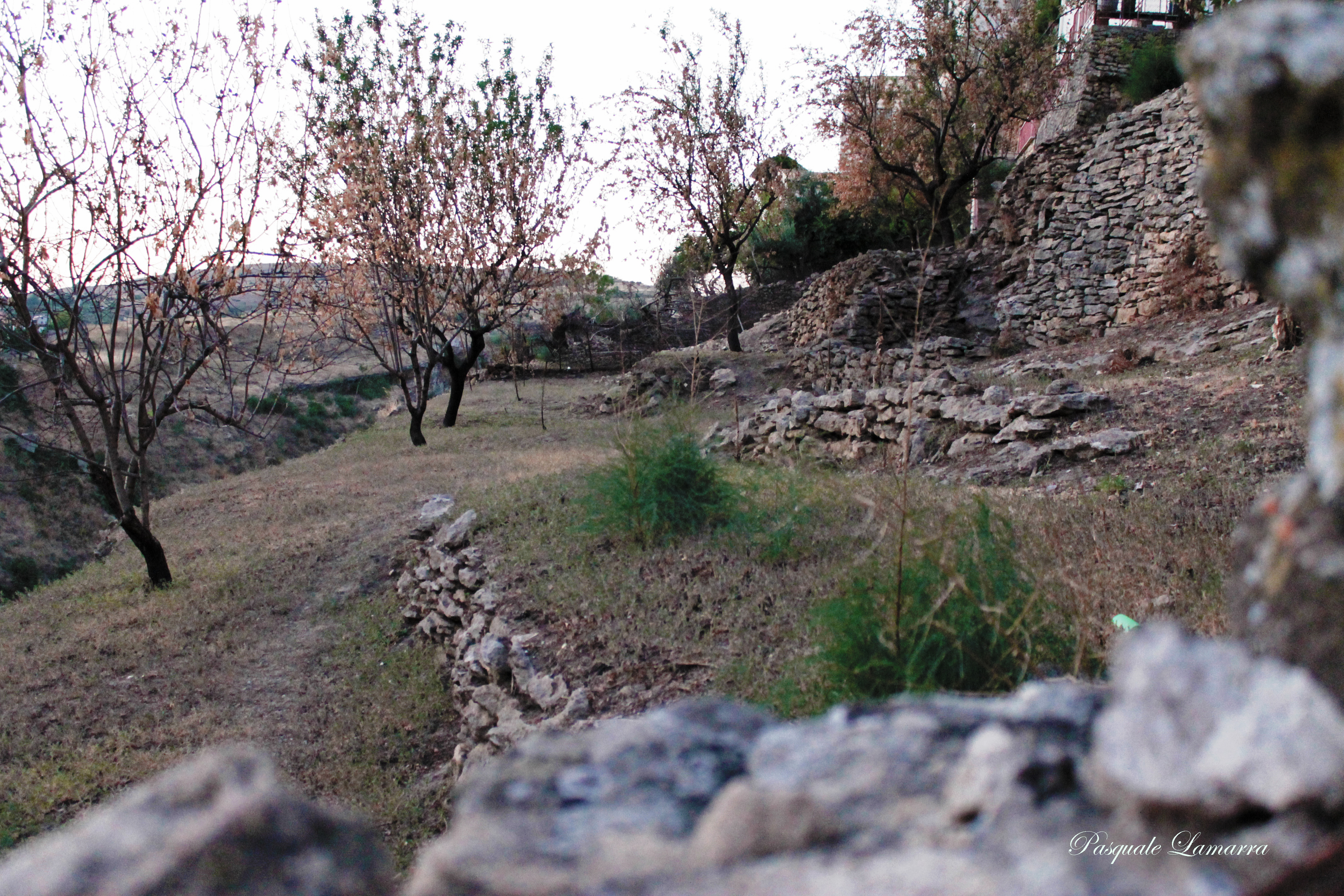
Orti saraceni di Tricarico: terrazzamenti con muratura a secco in funzione contenitiva

Il muro a secco può essere realizzato sostanzialmente in due tipologie:
- muro costruito con pietre grezze del posto selezionate di varia forma e dimensione,
- muro costruito con pietre semilavorate o lavorate di dimensioni notevoli anche di provenienza diversa dal luogo di costruzione.

La costruzione del muro comporta, di solito, un approntamento della base su cui verrà costruito, anche mediante scavo di una traccia, cercando di raggiungere lo strato più solido e compatto perché da esso dipende la solidità del muro stesso.

### Pietre grezze
Nel muro con pietre grezze si pongono le stesse in modo da farne coincidere il più possibile i contorni, se possibile correggendone il profilo, e inserendo pietre più piccole per riempire i vuoti tra l'una e l'altra. Dalla precisione di tale composizione, un vero e proprio mosaico o puzzle, dipenderà la durata e la solidità del muro stesso.
Questo tipo di muro a secco caratterizza il paesaggio Ibleo, il territorio etneo (sebbene qui predomini la pietra lavica, mentre il muro a secco è generalmente composto da pietra calcarea bianca, famosa è la pietra bianca di Siracusa), sui terrazzamenti collinari di coltivazione, e domina nel paesaggio agrario della Puglia centrale e del Salento, sempre per le delimitazioni delle proprietà. È molto utilizzato anche in Liguria, nei terrazzamenti che coprono quasi il 60% di tutta la regione (oltre 40.000 km di lunghezza). Un'opera ciclopica frutto di fatiche di generazioni passate, di epoche passate e lontane, milioni di tonnellate di pietre raccolte, impilate, per formare fazzoletti di terra coltivabile. I  contadini nelle varie epoche hanno ricavato superfici modificando l’aspetto di colline e montagne.

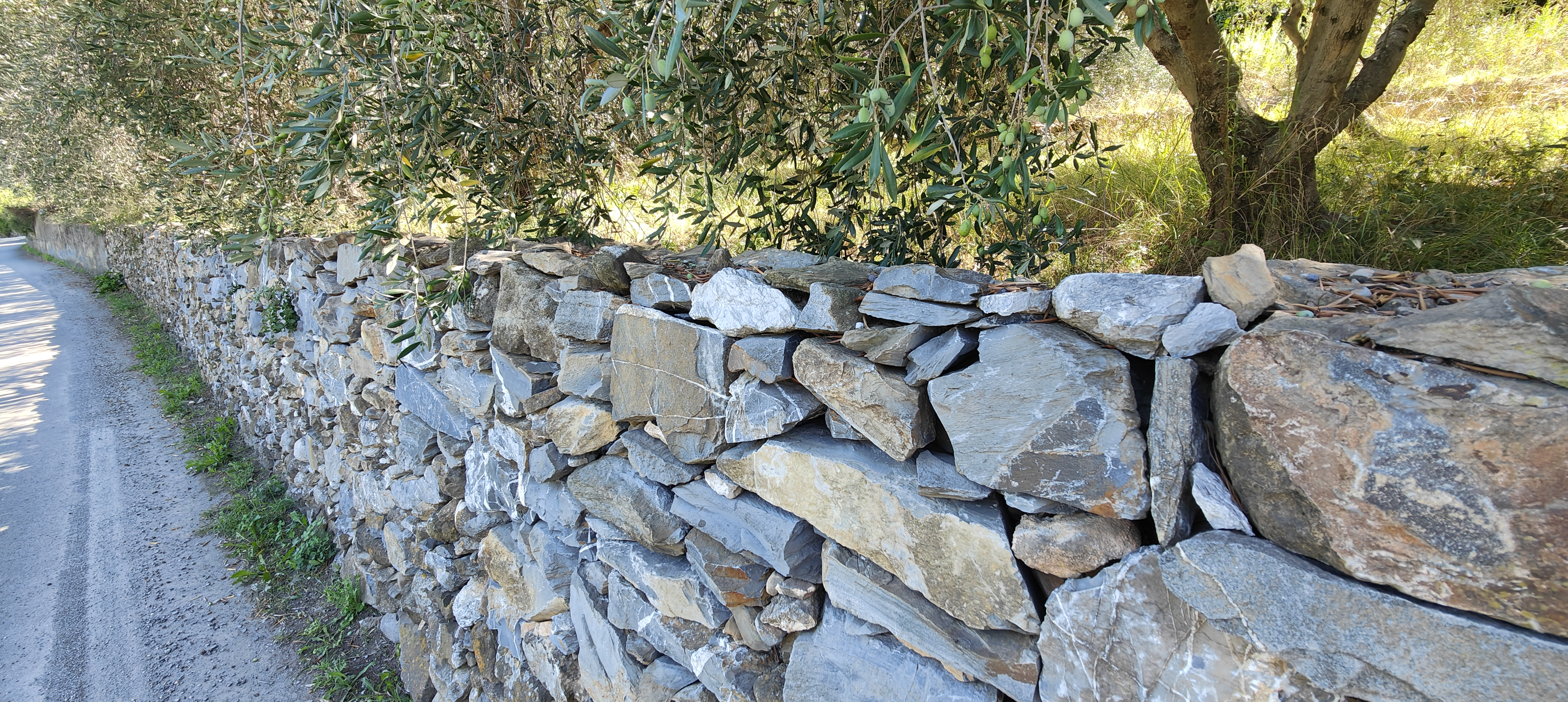
Particolare di muro rustico a secco ligure, a Cisano. Da notare la posa irregolare con le fughe vistose. Tipologia adottata per muri a secco che delimitano i confini di terreni agricoli, si realizzano delimitazioni di giardini con questa tecnica

La stessa tecnica viene usata in Irlanda, soprattutto nel nord del paese, per separare i terreni o, ai bordi delle strade, per evitare che le grosse greggi di ovini al pascolo possano accedere alle vie di comunicazione creando pericoli per il traffico stradale.

### Pietre semilavorate
Il secondo tipo di muro è invece caratteristico di costruzioni più impegnative e lo si riscontra per lo più nelle zone ricche di resti archeologici in quanto veniva usato per le piattaforme di base delle grandi costruzioni e per le mura difensive.
Sulla funzione dei muretti a secco nelle terre agricole come sistema arcaico di "irrigazione", grazie alla condensazione del vapore acqueo presente in atmosfera, si è cimentato il geologo Camillo Reina (1928-1975) il quale dimostra che la capacità del cumulo di pietre di arrestare il processo inverso di evaporazione che si verifica nel terreno aperto può determinare un continuo rifornimento di acqua alle radici della pianta arborea. In Puglia ad esempio, dove si concentra lo studio di Reina, terra notoriamente povera di acqua, si realizzano le condizioni per trarre vantaggio dall'umidità atmosferica a beneficio di alberi, a mezzo di muretti a secco.